# 모토로라 드로이드 X2
모토로라 드로이드 X2(영어: Motorola Droid X2)는 모토로라 모빌리티에서 제조/판매하는 안드로이드 스마트폰이다. 출시당시 안드로이드 2.2.2 프로요를 탑재하였다.

## 출시국가

### 표준모델
- 미국

그 외 다수 국가

## 색상
- 프리미엄 블랙

## 논란
출시 당시 이전모델인 드로이드 X가 업그레이드로 진저브레드 버전일 때, 드로이드 X2는 프로요로 출시되어 논란이 있었다.